# Guy Cudell
Guy Cudell (Sint-Pieters-Woluwe, 12 februari 1917 – Sint-Joost-ten-Node, 16 mei 1999) was een Belgisch politicus voor de Parti Socialiste en burgemeester van Sint-Joost-ten-Node van 1953 tot aan zijn dood in 1999.

## Levensloop
Cudell werd geboren te Sint-Pieters-Woluwe, op 12 februari 1917, zoon van een textielhandelaar. Hij deed middelbare studies bij de jezuïeten van het Collège Saint-Michel, waar hij moest vertrekken wegens zijn uitgesproken socialistisch activisme bij de Rode Valken. Hij behaalde dan het diploma middelbaar onderwijs via de middenjury in 1937. Bij het uitbreken van de Tweede Wereldoorlog werd hij krijgsgevangen gemaakt, maar spoedig vrijgelaten. Hij behaalde een diploma van licentiaat in de geschiedenis aan de UCL.
Cudell werd voor de eerste keer verkozen voor de gemeenteraad van Sint-Joost in 1946. Op 1 januari 1947 werd hij eerst gemeenteraadslid maar na korte tijd werd hij reeds schepen van Onderwijs. Onder zijn bewind werd de eerste Belgische gemengde school geopend.
Zes jaar later, op 1 januari 1953, volgde hij burgemeester André Saint-Rémy (PSC) op. Hij voerde een vooruitstrevend beleid als burgemeester. Hij zorgde ervoor dat de politie van Sint-Joost in 1956 de eerste vrouwelijke agente van het land kreeg. Enkele jaren later kreeg de politie ook de eerste agent van allochtone origine van het land. Hij had het niet gemakkelijk als burgemeester van een van de kleinste (na de fusie van gemeenten van 1977 zelfs de allerkleinste) maar ook de armste gemeente van het land met meer dan de helft van de inwoners die van allochtone afkomst zijn. Daarnaast zette hij zich in voor vrouwenrechten, zo was hij een van de pleitbezorgers om abortus uit het strafrecht te halen. Tot 1964 was hij medewerker van de politieke bladen La Gauche en Links.
Van 1954 tot 1985 volgde hij namens het arrondissement Brussel een parlementaire loopbaan: van 1954 tot 1977 was hij voor het arrondissement lid van de Kamer van volksvertegenwoordigers en van 1977 tot 1985 van de Belgische Senaat. Bovendien werd hij minister en staatssecretaris in verschillende nationale regeringen:
- minister van Brusselse Zaken in de regering-Leburton (26 januari 1973 – 23 oktober 1973)
- minister van Ontwikkelingssamenwerking en Brusselse Zaken in de Regering-Leburton (23 oktober 1973 – 19 januari 1974)
- staatssecretaris van Brusselse Zaken in de regering-Martens I (3 april 1979 – 16 januari 1980)
- staatssecretaris van het Brussels Gewest in de regering-Martens II (23 januari 1980 – 9 april 1980)
- staatssecretaris van het Brussels Gewest in de regering-Martens III (18 mei 1980 – 7 oktober 1980)

Op 24 juni 1984 werd Guy Cudell ontvoerd. Een inwoner van zijn eigen gemeente nam hem mee naar Tellin in Wallonië, en er werd een losgeld gevraagd van 40 miljoen Belgische frank (ongeveer 1 miljoen euro). De juiste omstandigheden werden nooit volledig opgehelderd, maar hij zou zichzelf bevrijd hebben uit zijn handboeien, en gevlucht zijn. Zijn thuiskomst ging gepaard met een persconferentie die uitgroeide tot een media-show met tientallen journalisten die aan de lippen van entertainer Cudell gekluisterd waren.
Bij zijn dood in 1999 werd hij als burgemeester opgevolgd door Jean Demannez.
In februari 2013 ging er een toneelstuk in première van Ruud Gielens in de KVS tijdens het Tok Toc-festival over zijn leven.